# Na Rede de Intrigas
Na Rede de Intrigas foi uma minissérie brasileira produzida pela Rede Manchete de Televisão e exibida em 13 de maio a 13 de junho de 1991, num total de 20 capítulos, de segunda a quinta-feira, no horário das 22h40. A emissora reprisou em 17 de agosto a 18 de setembro de 1992, em 25 capítulos, de segunda a sexta-feira, às 21h10. Teve a segunda reprise em 19 de dezembro de 1994 a 20 de janeiro de 1995, em 25 capítulos, de segunda a sexta-feira, às 19h30.

## Sinopse
Em uma pequena casa de alvenaria em uma aldeia de pescadores em Arraial do Cabo, moram Tonho, sua irmã, Laurinda, e o marido dela, Avelino, que vivem o seu cotidiano em função da pesca. Tonho, um pescador vagabundo, bêbado e mulherengo, tem poderes sobrenaturais e é incentivado pela irmã a usar esse dom para fazer o bem, sem ganhar dinheiro. Mas Tonho, ambicioso, passa a usar suas premonições para conquistar poder e mulheres. Cobra pelos milagres, em dinheiro ou em sexo. Trai o irmão, engravidando a própria cunhada. Explora a boa fé alheia. Faz fama na cidade e acaba por atrair a curiosidade dos ricos proprietários de uma indústria de pesca, a Salpec.
O casal proprietário da Salpec vive às turras. Artur é paralítico e o filho está com uma doença grave, incurável. Teresa, sua esposa, não liga a mínima para o marido e tem um caso com o administrador de sua fortuna. Sabendo dos rumores, ela procura Tonho prometendo mundos e fundos por um milagre que salve seu filho. Mas em troca da cura, Tonho a quer como amante.

## Elenco
- Leonardo Brício – Tonho (Antônio dos Santos)
- Júlia Lemmertz – Teresa Pueño Simões
- José de Abreu – Artur Simões Filho
- Camilo Bevilacqua - Avelino Moreira
- Andréa Richa – Laurinda dos Santos Moreira
- Rogério Fróes – Padre Aurélio
- Cassiano Ricardo – Gustavo Bastos
- Chico Diaz – Francisco dos Santos
- Jacyra Silva – Dona Conceição
- Marcos Wainberg – Dr. Spiller
- Carolyna Aguiar – Helen Spiller
- Karen Acciolly - Adelaide
- Maria Alves – Dona Hortência
- Adriana Canabrava
- Leonor Gottilieb
- Ana Cecília Costa - Flor
- Lauro Góes – Mané
- Bia Sion - Maria
- Alexandre Frederico - João
- Kadu Karneiro – Polvo (Amaro da Silva)
- Victor Hugo – Arthur Simões Neto
- Henrique Farias - Tonho